# Dryocosmus
Dryocosmus is een geslacht van vliesvleugelig insecten uit de familie van de echte galwespen (Cynipidae). Het werd voor het eerst wetenschappelijk beschreven in 1859 door Joseph-Étienne Giraud.
De meeste soorten zijn cyclisch parthenogenetische insecten; dat wil zeggen dat de generaties zich afwisselend seksueel en maagdelijk voortplanten. Ze vormen gallen op bomen uit de napjesdragersfamilie, zoals kastanjes, eiken en beuken. De soorten komen voor in het noordelijk halfrond in het palearctisch gebied en het nearctisch gebied.
Dryocosmus kuriphilus is een schadelijke invasieve soort in Europa en Noord-Amerika, omdat het de enige palearctische galwesp is die de tamme kastanje aantast. Deze soort komt oorspronkelijk uit Azië (China).

## Taxonomie
Dryocosmus is fylogenetisch nauw verwant aan andere galwespengeslachten zoals Chilaspis, Aphelonyx, Plagiotrochus, Pseudoneuroterus en Trichagalma. Met name het onderscheid tussen Dryocosmus en Chilaspis blijkt niet optimaal; sommige kenmerken zijn gemeenschappelijk aan beide geslachten. Pujade-Villar et al. hebben bij de revisie van het geslacht Chilaspis de soort Dryocosmus mayri verplaatst naar Chilaspis.
Uit moleculair onderzoek blijkt verder dat Dryocosmus polyfyletisch is en dat de taxonomie ervan aan herziening toe is; dat kan mogelijk leiden tot de vorming van meerdere nieuwe geslachten.

## Soorten
Volgens  George Melika en medewerkers waren er in 2011 23 erkende Dryocosmus-soorten.
- Dryocosmus assymetricus (Kinsey)

parasiteert eikensoorten van de sectie Protobalanus die voorkomen in het zuiden van de Verenigde Staten en in Mexico.
- Dryocosmus australis Mayr
- Dryocosmus carlesiae Tang & Melika

parasiteert Castanopsis carlesii die voorkomt in Taiwan
- Dryocosmus caspiensis Melika, Sadeghi, Atkinson, Stone & Bariamni
- Dryocosmus cerriphilus Giraud
- Dryocosmus dubiosus (Fullaway)

parasiteert de eikensoorten Quercus agrifolia en Quercus wislizenii die voorkomen in Californië
- Dryocosmus favus Beutenmüller
- Dryocosmus grumatus Weld
- Dryocosmus imbricariae (Ashmead)

parasiteert rode eiken (sectie Lobatae) die in Noord-Amerika voorkomen
- Dryocosmus kuriphilus Yasumatsu

parasiteert onder meer de kastanjesoorten Castanea crenata, Castanea dentata, Castanea mollissima, Castanea sativa en hybriede soorten
- Dryocosmus lissonotus (Forster)
- Dryocosmus mayri Müllner

Verplaatst naar Chilaspis mayri (Müllner, 1901) maar zie protoniem hersteld per Melika et al., 2010: 24.
- Dryocosmus mikoi Melika, Tavakoli, Stone & Azizkhani
- Dryocosmus minusculus Weld
- Dryocosmus nervosus (Giraud)
- Dryocosmus peltatus Wells & Met
- Dryocosmus pentagonalis Melika & Tang

parasiteert Castanopsis carlesii
- Dryocosmus quercusnotha (Osten Sacken)

parasiteert rode eiken (sectie Lobatae) die in Noord-Amerika voorkomen
- Dryocosmus quercuspalustris (Osten Sacken)

parasiteert rode eiken (sectie Lobatae) die in Noord-Amerika voorkomen
- Dryocosmus rileypokei Morita & Buffington

parasiteert Chrysolepis-soorten
- Dryocosmus rugosus Kieffer
- Dryocosmus tavakolii  Melika, Stone & Azizkhani
- Dryocosmus testisimilis Tang & Melika

parasiteert Lithocarpus uraianus
- Dryocosmus triangularis Melika & Tang

parasiteert Castanopsis carlesii die voorkomt in Taiwan